# 70718 HEAF
70718 HEAF è un asteroide della fascia principale. Scoperto nel 1999, presenta un'orbita caratterizzata da un semiasse maggiore pari a 2,5951112 UA e da un'eccentricità di 0,2313383, inclinata di 11,86813° rispetto all'eclittica.